# The Idol (serie televisiva)
The Idol è una serie televisiva statunitense del 2023 creata da Sam Levinson, Abel Tesfaye e Reza Fahim per l'emittente televisiva HBO.

## Trama
In seguito all'esaurimento nervoso dovuto alla morte della madre, Jocelyn, una giovane stella del pop, intreccia una relazione con Tedros, losco proprietario di un club di Los Angeles e leader di una setta assai segreta.

## Episodi
| Stagione       | Episodi | Prima TV |
| -------------- | ------- | -------- |
| Prima stagione | 5       | 2023     |

## Personaggi e interpreti

### Personaggi principali
- Tedros, interpretato da Abel Tesfaye, doppiato da Fabrizio De Flaviis.
Guru dell'auto-aiuto, capo di una setta moderna con un oscuro e misterioso passato che interpreta il ruolo di amante di Jocelyn.
- Jocelyn, interpretata da Lily-Rose Depp, doppiata da Lucrezia Marricchi.
Promettente giovane stella del pop e interesse amoroso di Tedros.
- Chloe, interpretata da Suzanna Son, doppiata da Luisa D'Aprile.
Seguace di Tedros.
- Xander, interpretato da Troye Sivan, doppiato da Lorenzo De Angelis.
Direttore creativo di Jocelyn.
- Nikki Katz, interpretata da Jane Adams, doppiata da Valeria Perilli.
Dirigente di un'etichetta discografica.

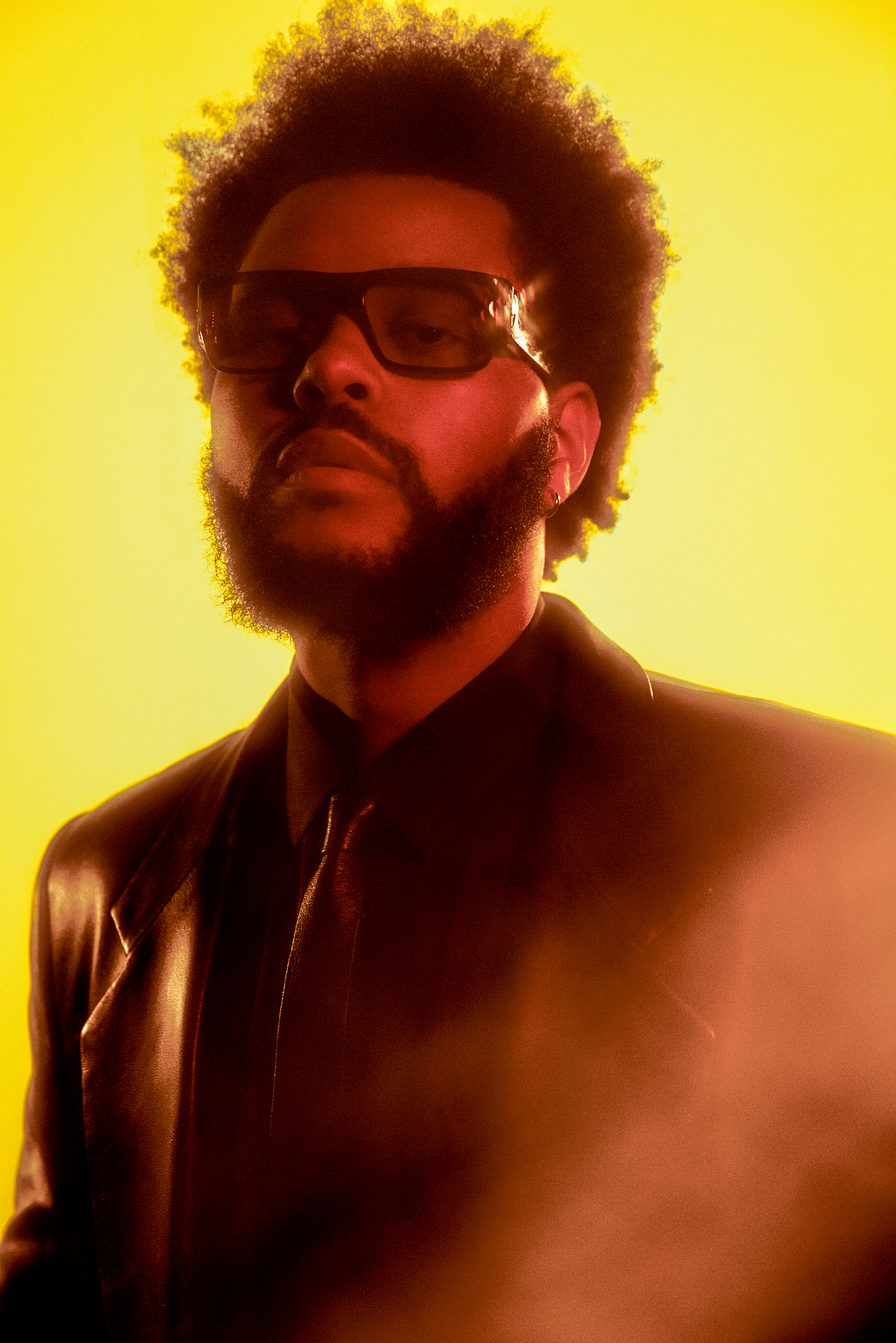
Abel Tesfaye
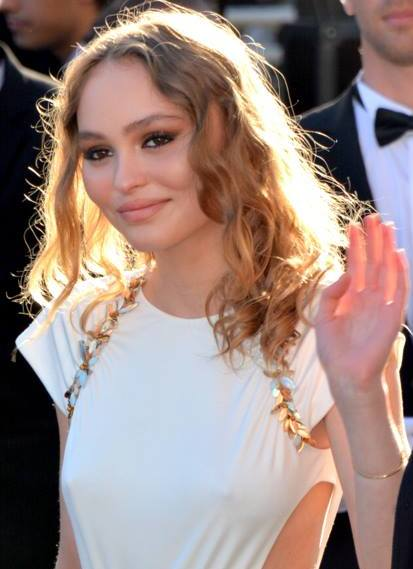
Lily-Rose Depp
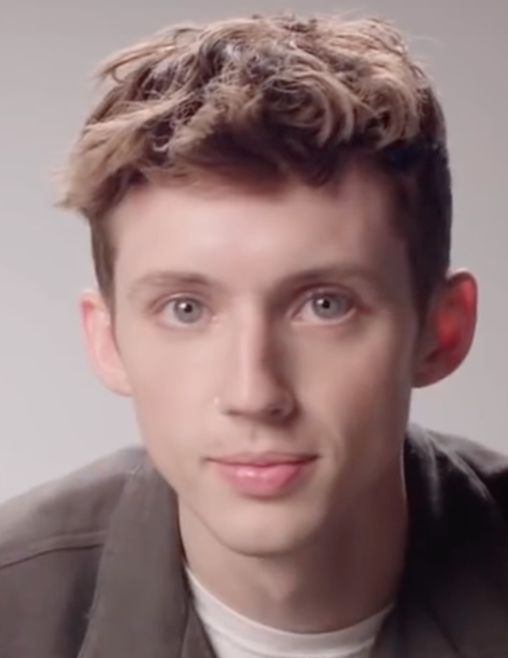
Troye Sivan

### Personaggi ricorrenti
- Dyanne, interpretata da Jennie Ruby Jane, doppiata da Beatrice Manfredi.
Ballerina di Jocelyn.
- Leia, interpretata da Rachel Sennott, doppiata da Rossa Caputo.
Migliore amica e assistente di Jocelyn.
- Talia Hirsch, interpretata da Hari Nef, doppiata da Jessica Giorgia Senesi.
Redattrice di Vanity Fair.
- Izaak, interpretato da Moses Sumney, doppiato da Raffaele Carpentieri.
Seguace di Tedros.
- Destiny, interpretata da Da'Vine Joy Randolph, doppiata da Alessia Amendola.
Manager di Jocelyn.
- Andrew Finkelstein, interpretato da Eli Roth, doppiato da Alessio Cigliano.
Rappresentante di Live Nation.
- Ramsey, interpretata da se stessa.
- Chaim, interpretato da Hank Azaria, doppiato da Oreste Baldini.
Manager di Jocelyn.
- Rob, interpretato da Karl Glusman, doppiato da Flavio Aquilone.
Attore ed ex fidanzato di Jocelyn.

## Produzione

### Sviluppo
Il 29 giugno 2021 il cantante The Weeknd ha annunciato che avrebbe creato, prodotto e co-scritto una serie drammatica per HBO insieme a Reza Fahim e Sam Levinson. Lo stesso giorno è stato reso noto che Joseph Epstein sarebbe stato lo showrunner della serie. Il 22 novembre dello stesso anno la serie ha ricevuto l'ordine di produzione da parte di HBO. Il 28 agosto 2023 HBO ha cancellato la serie.

### Cast
Il 29 settembre 2021 Lily-Rose Depp è stata scelta per recitare nella serie. Il 22 novembre Suzanna Son, Steve Zissis e Troye Sivan si sono uniti al cast principale, mentre Melanie Liburd, Tunde Adebimpe, Elizabeth Berkley, Nico Hiraga e Anne Heche a quello secondario. Il 2 dicembre dello stesso anno Juliebeth Gonzalez, Maya Eshet, Tyson Ritter, Kate Lyn Sheil, Liz Caribel Sierra e Finley Rose Slater sono entrati a far parte del cast; così come Rachel Sennott, Hari Nef e Jennie l'anno successivo.

### Riprese
Le riprese della serie sono iniziate nel novembre 2021 a Los Angeles, in California, e si sono concluse nel luglio 2022.

## Promozione
Tre teaser trailer per la serie sono stati diffusi online: il primo il 17 luglio 2022, il secondo il 21 agosto e il terzo il 6 ottobre. Tutti e tre i trailer sono stati presentati in anteprime durante alcuni concerti della tappa nordamericana dell'After Hours til Dawn Tour di The Weeknd.

## Distribuzione
The Idol è stata presentata fuori concorso alla 76ª edizione del Festival di Cannes il 22 maggio 2023. La serie ha debuttato il 4 giugno 2023 su HBO. In Italia è stata trasmessa su Sky Atlantic dal 5 giugno al 10 luglio 2023 in simulcast con HBO e dal 12 giugno seguente con doppiaggio in italiano.

## Accoglienza

### Critica
Rotten Tomatoes riporta il 22% delle recensioni professionali positive, con un voto medio di 4,55 su 10 basato su 86 critiche. Il consenso critico del sito web indica: «Ogni pezzo è elaborato e scabroso come l'industria che cerca di satirizzare, The Idol si pone su un piedistallo con stile prorompente ma avvizzisce sotto i riflettori». Metacritic, invece, ha assegnato un punteggio di 27 su 100 basato su 23 recensioni, indicando "recensioni generalmente sfavorevoli".
I primi due episodi della serie, al Festival di Cannes 2023, ottengono una standing ovation di cinque minuti, ma la critica rimane assai perplessa da "immagini revenge porn di fluidi corporei sul viso di Lily-Rose Depp, scene di masturbazione con cubetti di ghiaccio, truffatori proprietari di locali notturni e vili adulatori di Hollywood".

## Colonna sonora
Ancor prima dell'uscita del primo episodio, The Weeknd ha reso disponibile i singoli Double Fantasy con Future e Popular con Playboi Carti e Madonna, rivelando che avrebbero rappresentato un'anticipazione alla colonna sonora della serie. Dopo aver annunciato i vari dettagli relativi alla pubblicazione, l'artista ha successivamente deciso di cancellare l'album ma di distribuire una serie di sei EP digitali a cadenza settimanale.